# What Do You Mean?
"What Do You Mean?" é uma canção do artista musical canadense Justin Bieber, gravada para o seu quarto álbum de estúdio Purpose (2015). Foi composta pelo próprio juntamente com Jason Boyd e Mason Levy, sendo produzida pelo cantor em conjunto com Levy – creditado profissionalmente como MdL. Em 28 de agosto de 2015, a faixa foi lançada como o primeiro single do produto.

## Faixas e formatos
| Download digital |                     |         |  |
| N.º              | Título              | Duração |  |
| 1.               | "What Do You Mean?" | 3:27    |  |

## Desempenho nas tabelas musicais

### Posições
| Tabela musical (2015)                                  | Melhor posição |
| ------------------------------------------------------ | -------------- |
| África do Sul (Entertainment Monitoring Africa)        | 3              |
| Alemanha (Media Control Charts)                        | 4              |
| Austrália (ARIA Charts)                                | 1              |
| Áustria (Ö3 Austria Top 40)                            | 1              |
| Bélgica (Ultratop 50 de Flandres)                      | 3              |
| Bélgica (Ultratop 40 da Valônia)                       | 4              |
| Brasil (Brasil Hot 100 Airplay)                        | 90             |
| Canadá (Canadian Hot 100)                              | 1              |
| Coreia do Sul (Gaon Music Chart)                       | 6              |
| Dinamarca (Tracklisten)                                | 1              |
| Escócia (The Official Charts Company)                  | 1              |
| Espanha (Productores de Música de España)              | 1              |
| Estados Unidos (Billboard Hot 100)                     | 1              |
| Estados Unidos (Pop Songs)                             | 1              |
| Estados Unidos (Adult Pop Songs)                       | 11             |
| Estados Unidos (Hot Dance Club Songs)                  | 1              |
| Finlândia (IFPI Finlândia)                             | 1              |
| França (Syndicat National de l'Édition Phonographique) | 3              |
| Grécia (Greece Digital Songs)                          | 1              |
| Hungria (Magyar Hanglemezkiadók Szövetsége)            | 1              |
| Irlanda (Irish Recorded Music Association)             | 1              |
| Israel (Media Forest)                                  | 5              |
| Itália (Federazione Industria Musicale Italiana)       | 2              |
| Luxemburgo (Luxembourg Digital Songs)                  | 1              |
| México (Mexico Airplay)                                | 2              |
| Noruega (VG-lista)                                     | 1              |
| Nova Zelândia (NZ Top 40 Singles)                      | 1              |
| Países Baixos (MegaCharts)                             | 1              |
| Portugal (Portugal Digital Songs)                      | 1              |
| Reino Unido (UK Singles Chart)                         | 1              |
| Suécia (Sverigetopplistan)                             | 1              |
| Suíça (Schweizer Hitparade)                            | 2              |
| Turquia (Türkíye Yabanci Top 10)                       | 1              |
| União Europeia (Euro Digital Songs)                    | 1              |

### Certificações
| País (Empresa)             | Certificação |
| -------------------------- | ------------ |
| Austrália (ARIA)           | 3× Platina   |
| Canadá (Music Canada)      | 4× Platina   |
| Dinamarca (IFPI Dinamarca) | 2× Platina   |
| Espanha (PROMUSICAE)       | 3× Platina   |
| Estados Unidos (RIAA)      | 6× Platina   |
| Itália (FIMI)              | 2× Platina   |
| Noruega (IFPI Noruega)     | 3× Platina   |
| Nova Zelândia (RMNZ)       | 5× Platina   |
| Reino Unido (BPI)          | 2× Platina   |
| Suécia (GLF)               | 7× Platina   |

## Histórico de lançamento
| País  | Data                 | Formato          | Gravadora          |
| ----- | -------------------- | ---------------- | ------------------ |
| Mundo | 28 de agosto de 2015 | Download digital | Def Jam Recordings |